# Funktionscykel
En funktionscykel er en cykel, der er lavet til at kunne løse en eller flere specielle opgaver.
Mange funktionscykler er bygget på chassiset af en ladcykel. De kan enten være specialiserede, ombyggede eller tilpassede.
| Cykling | Spire Denne artikel om cykling er en spire som bør udbygges. Du er velkommen til at hjælpe Wikipedia ved at udvide den. |